# St. Stephanus (Gelsenkirchen-Buer)

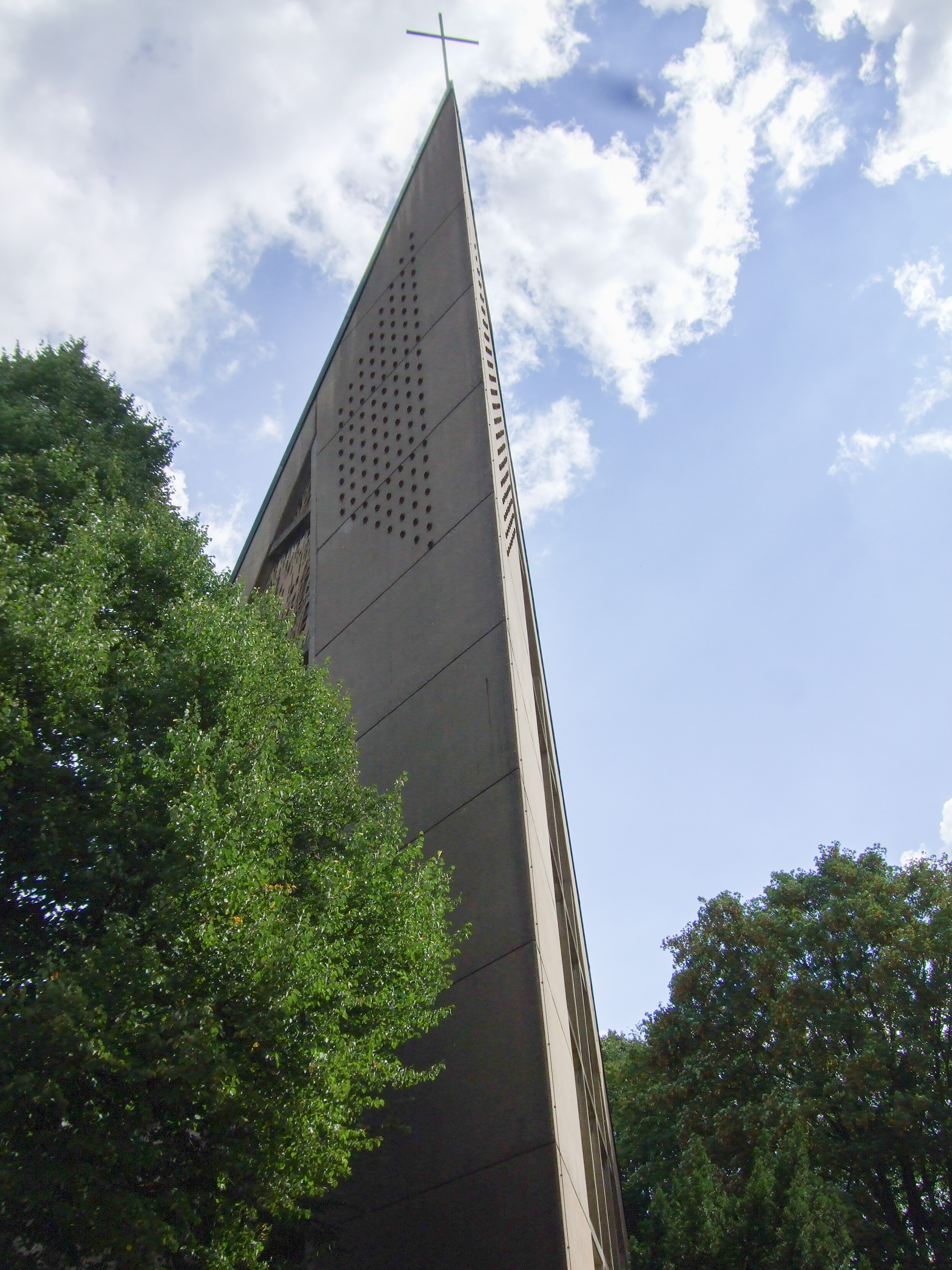
Gelsenkirchen-Buer, St. Stephanus

Die evangelische Kirche St. Stephanus in Gelsenkirchen-Buer, ein Spätwerk des Architekten Peter Grund, soll Teil eines Seniorenheims werden, das auf dem sie umgebenden Grundstück entsteht.

## Bauwerk
St. Stephanus 1970 wurde nach den Entwürfen des 1966 verstorbenen Architekten Peter Grund fertiggestellt. Grund hatte 1930 eine der frühen deutschen Stahlbetonkirchen errichtet: die Nicolaikirche in Dortmund. Sein Spätwerk St. Stephanus erhebt sich auf einem aus Dreiecken gefügten Grundriss. Das kupfergedeckte Kirchendach steigt zum Altarraum in der Dreieckspitze steil an, die nach Westen zur Ecke Hollacker- / Linnefantstraße bzw. Westerholter Straße weist. Dem Altarraum gegenüber liegt im Osten die Alltagskapelle.

## Ausstattung
Die Dreiecksformen des Grundrisses wiederholen sich vielfach in der Innenraumgestaltung. Die wandhohen abstrakten Betonglasfenster stammen von der Darmstädter Künstlerin Inge Vahle. Eine Orgel wurde 1975 durch Rudolf von Beckerath Orgelbau (Hamburg) gefertigt. 1991 gestaltete der Künstler Josef Baron die Altarwand mit einer Bronzeplastik des auferstandenen Christus.

## Geschichte
Mitte der 2010er Jahre verkaufte die Gemeinde ihre Kirche an einen privaten Investor. Dieser lässt das umliegende Grundstück mit einem Seniorenheim bebauen. Für die Fertigstellung wurde Sommer 2020 angegeben. Dafür wurde das ehemalige Gemeindehaus abgerissen. Für die Kirche wurde eine Mitnutzung durch das entstehende Seniorenheim angedacht. Die evangelische Gemeinde ließ sich vom neuen Eigentümer auf zehn Jahre eine Nutzungsmöglichkeit zusichern. St. Stephanus steht unter Denkmalschutz.